# Boyfriend (bài hát của Justin Bieber)
"Boyfriend" là bài hát của ca sĩ người Canada Justin Bieber, phát hành ngày 23 tháng 3 năm 2012 mở đầu cho album phòng thu thứ ba của anh Believe.
Một đoạn nhạc từ "Boyfriend" đã được tiết lộ trong chương trình The Ellen DeGeneres Show ngày 1 tháng 3 năm 2012, và cũng trong ngày ấy sau đó bài hát được thông báo sẽ là đĩa đơn mở đầu cho album.
"Boyfriend" đạt được thành công về doanh thu, debut tại vị trí số 2 Billboard Hot 100 (vị trí quán quân giữ bởi "We Are Young" của fun. & Janelle Monáe), tiêu thụ 521.000 lượt tải về trong tuần đầu. Đĩa đơn đạt thành tích ca khúc có doanh số tải về tuần đầu tiên cao thứ hai trong lịch sử ngành công nghiệp nhạc số Mỹ. Ca khúc cũng đã debut tại vị trí số 1 ở Canada, và số 2 ở Vương quốc Liên hiệp Anh và Bắc Ireland (giữ chân bởi "Call Me Maybe" của Carly Rae Jepsen). Bài hát nhận được nhiều đánh giá tích cực từ giới phê bình, cho rằng nó rất khác so với những ca khúc trước đây của Bieber và cho thấy phần nào sự trưởng thành của anh.
Video âm nhạc của bài hát đã ra mắt ngày 3 tháng 5 năm 2012, phá kỉ lục video âm nhạc của VEVO được xem nhiều nhất trong 24 giờ sau khi phát hành, với trên 8 triệu lượt. Các kỉ lúc trước đó giữ bởi "Stupid Hoe" của Nicki Minaj (4,8 triệu) và "Where Have You Been" của Rihanna (4,9 triệu). Để quảng bá cho đĩa đơn, Bieber đã thể hiện "Boyfriend" trong một số buổi biểu diễn trực tiếp, trong đó có The Voice (Mỹ), và tại Billboard Music Awards 2012.

## Danh sách bài hát
- Tải kĩ thuật số[3] / Đĩa đơn CD[4]

1. "Boyfriend" – 2:52

- EP Remix kĩ thuật số[5]

1. "Boyfriend" (Oliver Twizt Radio) – 3:44
2. "Boyfriend" (Oliver Twizt Club) – 4:27
3. "Boyfriend" (Oliver Twizt Instrumental) – 4:27
4. "Boyfriend" (Vice Radio) – 3:08
5. "Boyfriend" (Vice Instrumental) – 4:46
6. "Boyfriend" (Joe Gauthreaux & Peter Barona Full Vocal Club) – 6:58
7. "Boyfriend" (Joe Gauthreaux & Peter Barona Club Mix) – 6:42
8. "Boyfriend" (Joe Gauthreaux Dark Dub) – 7:46

- Tải kĩ thuật số – Boyfriend (Dada Life Remix)[5]

1. "Boyfriend" (Dada Life Remix) – 5:32

## Xếp hạng và chứng nhận
| Bảng xếp hạng (2012)                           | Thứ hạng cao nhất |
| ---------------------------------------------- | ----------------- |
| Anh Quốc (OCC)                                 | 2                 |
| Áo (Ö3 Austria Top 40)                         | 34                |
| Bồ Đào Nha (Billboard)                         | 9                 |
| Bỉ (Ultratop 50 Flanders)                      | 18                |
| Bỉ (Ultratop 50 Wallonia)                      | 20                |
| Brasil (Billboard Brasil Hot 100)              | 26                |
| Brasil Hot Pop Songs                           | 7                 |
| Canada (Canadian Hot 100)                      | 1                 |
| Đan Mạch (Tracklisten)                         | 10                |
| Đức (GfK)                                      | 16                |
| Hà Lan (Single Top 100)                        | 8                 |
| Hoa Kỳ Billboard Hot 100                       | 2                 |
| Hoa Kỳ Pop Airplay (Billboard)                 | 9                 |
| Hoa Kỳ Hot R&B/Hip-Hop Songs (Billboard)       | 52                |
| Hoa Kỳ Dance Club Songs (Billboard)            | 12                |
| Hoa Kỳ Adult Pop Airplay (Billboard)           | 34                |
| Hungary (Rádiós Top 40)                        | 24                |
| Hy Lạp Digital Songs (Billboard)               | 10                |
| Ireland (IRMA)                                 | 9                 |
| Mexico Airplay Chart (Billboard International) | 28                |
| Na Uy (VG-lista)                               | 2                 |
| New Zealand (Recorded Music NZ)                | 2                 |
| Nhật Bản (Japan Hot 100)                       | 53                |
| Pháp (SNEP)                                    | 17                |
| Phần Lan (Suomen virallinen lista)             | 12                |
| Rumani (Romanian Top 100)                      | 88                |
| Tây Ban Nha (PROMUSICAE)                       | 15                |
| Thụy Điển (Sverigetopplistan)                  | 7                 |
| Thụy Sĩ (Schweizer Hitparade)                  | 19                |
| Úc (ARIA)                                      | 5                 |
| Venezuela Pop Rock General (Record Report)     | 9                 |

| Quốc gia                                                                           | Chứng nhận  | Số đơn vị/doanh số chứng nhận |
| ---------------------------------------------------------------------------------- | ----------- | ----------------------------- |
| Canada (Music Canada)                                                              | 3× Bạch kim | 0*                            |
| Đan Mạch (IFPI Đan Mạch)                                                           | Vàng        | 10.000^                       |
| Hoa Kỳ (RIAA)                                                                      | 3× Bạch kim | 0^                            |
| México (AMPROFON)                                                                  | Bạch kim    | 60.000*                       |
| Na Uy (IFPI)                                                                       | 2× Bạch kim | 0*                            |
| New Zealand (RMNZ)                                                                 | Bạch kim    | 0*                            |
| Úc (ARIA)                                                                          | 2× Bạch kim | 140.000^                      |
| * Chứng nhận dựa theo doanh số tiêu thụ. ^ Chứng nhận dựa theo doanh số nhập hàng. |             |                               |

| Bảng xếp hạng (2012)                       | Vị trí |
| ------------------------------------------ | ------ |
| Anh Quốc Singles (Official Charts Company) | 90     |
| Canada (Canadian Hot 100)                  | 35     |
| Đức (Media Control AG)                     | 95     |
| Hoa Kỳ Billboard Hot 100                   | 28     |
| Pháp (SNEP)                                | 127    |

## Lịch sử phát hành
| Quốc gia       | Ngày                | Dạng đĩa             | Hãng đĩa                                                     |
| -------------- | ------------------- | -------------------- | ------------------------------------------------------------ |
| Thế giới       | 23 tháng 3 năm 2012 | Tải kĩ thuật số      | The Island Def Jam Music Group                               |
| Đức            | 20 tháng 4 năm 2012 | Đĩa đơn CD           | The Island Def Jam Music Group                               |
| Pháp           | 7 tháng 5 năm 2012  | Đĩa đơn CD           | The Island Def Jam Music Group                               |
| Vương quốc Anh | 21 tháng 5 năm 2012 | Đĩa đơn CD           | Mercury Records                                              |
| Hoa Kỳ         | 12 tháng 6 năm 2012 | EP Remix kĩ thuật số | Island Records, Raymond Braun Media Group, Schoolboy Records |